# Acacia ephedroides
Acacia ephedroides är en ärtväxtart som beskrevs av George Bentham. Acacia ephedroides ingår i släktet akacior, och familjen ärtväxter. Inga underarter finns listade i Catalogue of Life.